# Cháido Alexoúli
Cháido Alexoúli, en grec moderne : Χάιδω Αλεξούλη (29 mars 1991 à Larissa), est une athlète grecque, spécialiste du saut en longueur.
Elle a participé aux Jeux olympiques d'été de 2016 à Rio de Janeiro. Son père, Giannis Alexoulis (en), est un ancien joueur de football professionnel qui a joué pour l'AEL Larissa et le PAOK Salonique. 

## Bilan en compétition
- Championnats d'Europe d'athlétisme 2016 (Amsterdam) : 14e avec 6,43 m.
- JO d'été de 2016 (Rio de Janeiro) : 32e avec 6,13 m.
- Championnats du monde d'athlétisme 2017 (Londres) : 26e avec 5,94 m.
- Championnats d'Europe d'athlétisme 2018 (Berlin) : 23e avec 6,21 m.